# Свечников, Сергей Иванович
Сергей Иванович Свечников (укр. Сергій Іванович Свєчников; 5 декабря 1952, Днепродзержинск — 20 ноября 1991, Киев) — советский киноактёр Киевской киностудии им. Довженко.

## Биография
Родился в 1952 году в Днепродзержинске в семье служащего.
1968—1972 — Всесоюзный Государственный институт кинематографии г. Москва — актёрский факультет (специальность — актёр драмы и кино, специальный курс — украинская мастерская по заказу Министерства культуры Украинской ССР под руководством Народного артиста СССР Владимира Белокурова.
1972—1991 — актёр театра-студии киноактёра Национальной студии художественных фильмов имени Александра Довженко.
C 1977 по 1991 — член Союза кинематографистов Украинской ССР.
Снялся в 28 фильмах преимущественно в ролях второго плана.
Находился в больнице в ожидании операции и неожиданно скончался от перитонита поджелудочной железы в 1991 году в Киеве, в возрасте 38 лет.

## Фильмография
- 1970 — Морской характер — морской пехотинец
- 1973 — Это сильнее меня — Гена
- 1973 — Эффект Ромашкина — Алёша, кинолюбитель
- 1974 — Юркины рассветы — комсомолец
- 1975 — Не отдавай королеву — Геннадий
- 1975 — Простые заботы — Сашка Кравченко, ветеринар
- 1975 — Там вдали, за рекой — Стригунцов, коммунар
- 1975 — Тот станет всем — Владимир Крутояров
- 1976 — Время — московское — Валько
- 1977 — Дипломаты поневоле — Петро Остапчук
- 1978 — Голубые молнии — Васнецов, лейтенант-десантник
- 1978 — Мятежный «Орионъ» — Гоша Свищ, анархист, кочегар
- 1978 — Неудобный человек — член бригады Уханова
- 1978 — Свадебный венок — лжеразбойник
- 1978 — Сказка как сказка… — Рассказчик
- 1978 — Сочинение на вольную тему — педагог
- 1979 — Дачная поездка сержанта Цыбули — раненый советский летчик
- 1980 — Мужество — инженер Слепцов
- 1981 — Долгий путь в лабиринте — Гриша Ревзин, чекист, эксперт
- 1981 — Старые письма — гость на свадьбе
- 1981 — Я — Хортица — Павел Силюк
- 1982 — Житие святых сестёр — Семён
- 1982 — Казнить не представляется возможным — Иванов
- 1982 — Улыбки Нечипоровки — фотограф
- 1983 — На вес золота — эпизод
- 1985 — Мы обвиняем — эпизод
- 1990 — Дальше полёта стрелы — Басмачевский
- 1991 — Кошечка — метрдотель